# Titularbistum Lemfocta
Lemfocta ist ein Titularbistum der römisch-katholischen Kirche.
Es geht zurück auf einen Bischofssitz in der gleichnamigen antiken Stadt, die in der Spätantike in der römischen Provinz Mauretania Sitifensis (heute nördliches Algerien) lag. Spätestens im Zuge der islamischen Expansion ging der Bischofssitz unter.
| Titularbischöfe von Lemfocta |                                      |                                                     |                    |                 |
| Nr.                          | Name                                 | Amt                                                 | von                | bis             |
| 1                            | Lorenzo Rodolfo Guibord Lévesque OFM | Apostolischer Vikar von San José de Amazonas (Peru) | 14. September 1967 | 9. Mai 2007     |
| 2                            | Justin Saw Min Thide                 | Weihbischof in Yangon (Myanmar)                     | 16. Juli 2007      | 24. Januar 2009 |
| 3                            | Jean Marie Prida Inthirath           | Apostolischer Vikar von Savannakhet (Laos)          | 9. Januar 2010     |                 |